# 561
561 је била проста година.

## Дани сећања
- 29. новембар – Краљ Хлотар I умире у Компјењу у 64. години. Династију Меровинга настављају његова четири сина (Хариберт I, Гунтрам, Сигеберт I и Хилперик I), који деле Франачко краљевство и владају од престоница Париза, Орлеана, Ремса и Соасона.
- Битка код Цул Дребенеа (савремена Ирска) води се између северног и јужног Уи Неила.
- Зима – Ву Ченг Ди наследио је свог брата Сјао Џао Дија, који је умро од повреда задобијених током лова, на месту кинеског цара северног Чија.
- 4. март – Папа Пелагије I умире у Риму после петогодишњег епископства, а наследио га је папа Јован III као 61. римски епископ.
- Јнанагупта, будистички монах из Гандаре (Пакистан), почиње да преводи будистичке текстове на кинески.
- Одржава се Први сабор у Браги. Сабор осуђује доктрину присцилијанства.